# Desjardins (arrondissement)
Pour les articles homonymes, voir Desjardins.
Desjardins est un des trois arrondissements de la Ville de Lévis. Il doit son nom à Alphonse Desjardins, fondateur des Caisses Desjardins.
Il regroupe les secteurs de Lévis, Pintendre et Saint-Joseph-de-Lévis. Sa population est estimée à 58 308 habitants.

## Religion
Depuis 2010, la paroisse Saint-Joseph-de-Lévis regroupe sept églises et une chapelle situées dans l'arrondissement.  Elle est rattachée à l'archidiocèse de Québec.